# Maison Binotto
La maison Binotto (connue localement sous le nom de maison ronde, également nommée maison Fiore) est une maison d'habitation privée située à Mirepoix, dans le département français de l'Ariège.

## Histoire

### Construction
La maison est l'œuvre de Serge Binotto, assistant de Jean Prouvé au Conservatoire national des arts et métiers et collaborateur de ce dernier, avec lequel il a notamment travaillé sur le projet Alpexpo à Grenoble. Binotto conçoit cette maison pour ses propres parents.
Les éléments constitutifs du bâtiment ont été conçus à distance, puis acheminés à Mirepoix et montés en un mois.

### Sauvegarde
Serge Binotto y réside à la suite de ses parents, jusqu'en 2010, date de sa vente par l'architecte à une artiste. La maison est revendue en 2017 à un antiquaire parisien. Ce dernier commence à démonter les éléments de la maison, pour les transférer dans la galerie Downtown à Paris,. Le chantier et la vente sont stoppés par l'intervention des architectes des bâtiments de France alors que la maison se détériore.
Une association de défense et protection, l'association Maison Ronde, est créée. Un acquéreur se fait connaître, avec un projet de mise à disposition, mais le prix de vente est trop élevé.
En avril 2018, la commission régionale du patrimoine et de l'architecture propose l'inscription du bâtiment aux monuments historiques. La maison en totalité, y compris le noyau en béton, la terrasse qui la supporte et les panneaux modulables déposés en 2007 fait l'objet d'une inscription au titre des monuments historiques par arrêté du 7 août 2018.
À la suite de cette protection, l'association Maison Ronde lance une souscription pour engager des travaux de rénovation,.
Après la mort de Serge Binotto, une journée d'hommage et de valorisation de son œuvre se tient à la « maison ronde » en novembre 2022. À cette occasion, une convention de mécénat est signée avec la Fondation du Patrimoine, et un projet de restauration estimé à 500 000 euros est dévoilé. Il existe également un projet de partenariat pédagogique avec l'école nationale supérieure d'architecture de Toulouse.

## Architecture

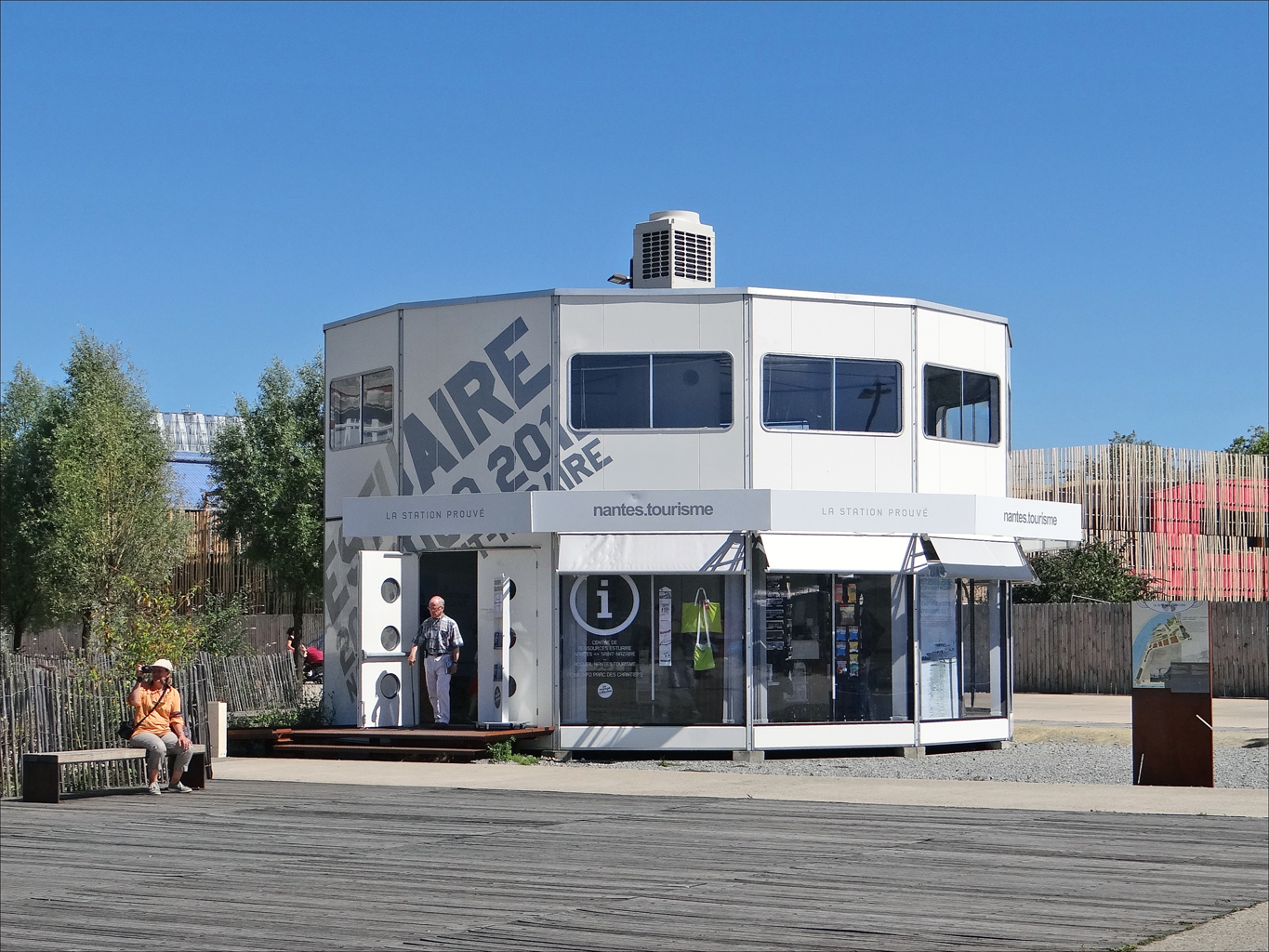
Une ancienne station Total conçue par Prouvé, ici à Nantes.

D'une surface au sol de 100 m2, la maison s'inscrit dans un cercle parfait mais tronqué, ce qui crée une façade vitrée ouverte sur le sud-est. La partie aveugle est ceinte de panneaux de métal émaillé et percée de quelques portes-fenêtres en volet roulant. Le toit-terrasse est en caoutchouc liquide, et repose sur un ensemble de panneaux en bois horizontaux et un noyau central « monobloc ». Le sol est intégralement en ardoise. Les cheminées s'inspirent des mobiles d'Alexander Calder, proche de Jean Prouvé.
Serge Binotto lui-même présente cette réalisation comme découlant des réflexions de Jean Prouvé autour de la « maison des jours meilleurs » et du projet d'hôtel circulaire que le binôme propose pour la station alpine des Arcs. La maison ronde inspire ensuite les stations-service cylindriques que conçoit Jean Prouvé pour Total dans les années 1970.